# Porte logique résistance-transistor

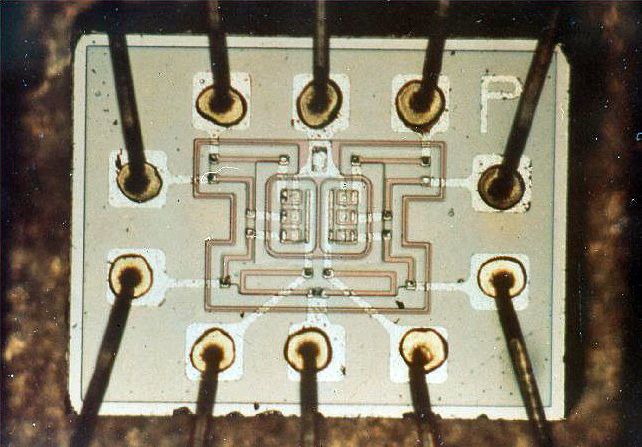
Une porte logique NON-OU utilisée dans l'Apollo Guidance Computer.

La logique résistance-transistor ou RTL (resistor-transistor logic en anglais) est une famille de circuits logiques utilisée en électronique. C'est la famille la plus simple de portes logiques utilisant des transistors bipolaires.

## Caractéristiques
C'est la plus dépouillée des familles de circuits logiques, utilisées jusqu'au tout début des années 1970. Au contraire des portes à diodes, elles peuvent être mises en cascade indéfiniment, afin de produire des fonctions logiques plus complexes. Pour diminuer le temps de retard, les résistances utilisées par les portes RTL furent remplacées par des diodes, ce qui donna naissance aux portes logiques diode-transistor ou DTL, puis aux portes Transistor-Transistor logic ou TTL. Leur principal inconvénient est leur faible rapidité de commutation.